# 國家新聞 (巴西)
《全國新聞》（葡萄牙語：Jornal Nacional），於1969年9月1日開播，是巴西環球電視網的一欄新聞節目，也是巴西第一個直播的新聞節目，曾獲頒國際艾美獎。该节目在巴西有一定的影响力，收视人口超过千万人。

## 历史
2017年，《全國新聞》启用位于里约热内卢的新演播室，占地32,000平方英尺（3,000平方）。
2019年，为庆祝《全國新聞》开播50周年，環球電視網不同地方分台的主播将主持周六版《全國新聞》。

## 外部連結
- 《全國新聞》官网（页面存档备份，存于）